# Ihor Jeremejew
Ihor Myronowycz Jeremejew, ukr. Ігор Миронович Єремеєв (ur. 3 kwietnia 1968 w Ostrożcu, zm. 12 sierpnia 2015 w Zurychu) – ukraiński polityk i przedsiębiorca, poseł do Rady Najwyższej.

## Życiorys
W 1992 ukończył studia w Ukraińskim Instytucie Inżynierii Gospodarki Wodnej w Równem. Pracował jako laborant na macierzystej uczelni, w 1992 przeszedł do prywatnego biznesu. Założył wówczas i został dyrektorem przedsiębiorstwa Kontynium, a w 1995 dyrektorem generalnym powstałego na jej bazie w Łucku koncernu o tej samej nazwie. W 2012 wartość jego aktywów szacowano na około 275 milionów dolarów, co plasowało go na 55. miejscu wśród najbogatszych Ukraińców.
W latach 2002–2006 Ihor Jeremejew po raz pierwszy zasiadał w parlamencie, był członkiem frakcji agrarystów. W 2005 objął stanowisko wiceprzewodniczącego Partii Ludowej Wołodymyra Łytwyna. Powrócił do aktywnej polityki w 2012, gdy jako kandydat niezależny uzyskał mandat poselski w jednym z okręgów obwodu wołyńskiego. Pozostał deputowanym niezrzeszonym, 27 lutego 2014 z jego inicjatywy w parlamencie utworzono grupę Suwerenna Europejska Ukraina (skupiającą posłów niezależnych, w tym byłych członków frakcji Partii Regionów), która poparła nowy rząd powołany po wydarzeniach Euromajdanu. W tym samym roku Ihor Jeremejew po raz trzeci został wybrany na deputowanego, stanął na czele nowej grupy poselskiej pod nazwą Wola Ludu.
Pod koniec lipca 2015 uległ wypadkowi w czasie jazdy konnej. Zmarł po kilkunastu dniach śpiączki w klinice w Zurychu.